# Perizoma hydrata
Perizoma hydrata là một loài bướm đêm thuộc họ Geometridae. Nó được tìm thấy ở hầu hết châu Âu và Kavkaz qua miền tây Xibia to dãy núi Saya và Altai và miền bắc Mông Cổ.
Sải cánh dài 18–22 mm. Có một lứa một năm con trưởng thành bay từ the end of tháng 5 đến tháng 7.
Ấu trùng ăn các loài Caryophyllaceae, Silene nutans, Silene cucubalus, Melandrium album và Viscaria vulgaris. They feed on the capsules. The larvae can be có ở tháng 6 đến tháng 7. Loài này qua đông dưới dạng nhộng.